# Monte Cristo (film, 1912)
Pour les articles homonymes, voir Montecristo (homonymie).
Monte Cristo est un film muet américain réalisé par Colin Campbell et sorti en 1912.

## Fiche technique
- Réalisation : Colin Campbell
- Scénario : Colin Campbell, d'après le roman d'Alexandre Dumas père
- Production : William Nicholas Selig
- Date de sortie :
  - États-Unis : 14 octobre 1912

## Distribution
- Hobart Bosworth : Edmond Dantès
- Tom Santschi : Danglars
- Herbert Rawlinson : Caderouse
- Eugenie Besserer : Mercedes
- William Duncan
- James Robert Chandler : Capitaine LeClerc
- George Hernandez : Napoléon
- Nick Cogley : Morel
- William Hutchinson : Mr Dantès
- Roy Watson : Villefort
- Frank Clark : Nortier
- Fred Huntley : Abbé Faria
- Bessie Eyton : Haydee
- Lillian Hayward : Carconte
- Al Ernest Garcia : Fernand
- Alvin Wyckoff